# Marc Gagnon
Marc Gagnon (n. 24 mai 1975, Saguenay⁠(d), provincia Québec, Canada) este un sportiv ce a reprezentat Canada, medaliat olimpic. A participat la 3 ediții ale Jocurilor Olimpice (1994, 1998, 2002) în care a câștigat 3 medalii de aur și două medalii de bronz.